# Kabinett Vasiliki Thanou-Christofilou

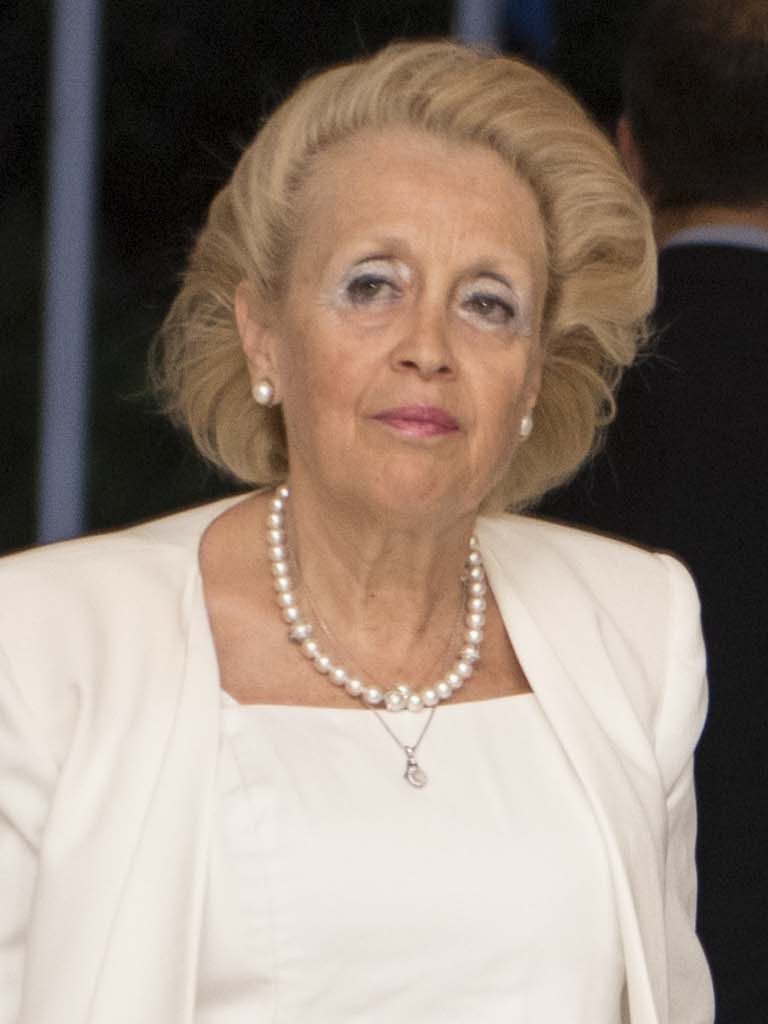
Griechische Premierministerin Vassiliki Thanou

Das Kabinett der Übergangsregierung Griechenlands unter Ministerpräsidentin Vasiliki Thanou-Christofilou wurde am 28. August 2015 in Anwesenheit des Staatspräsidenten Prokopis Pavlopoulos vereidigt. Das Kabinett war als Übergangsregierung bis zur Wahl am 20. September 2015 aus zumeist parteilosen Fachleuten gebildet. Das Kabinett Vasiliki Thanou-Christofilou folgte auf das Kabinett Tsipras I. Auf das Kabinett Vasiliki Thanou-Christofilou folgte das Kabinett Tsipras II.

## Mitglieder des Kabinetts
Dem Kabinett gehörten zwölf Minister, neun stellvertretende Minister und zwei Staatssekretäre an. Regierungssprecher war Rodolfos Moronis.
| Ministerium                                                              | Amtsinhaber                     | Griechische Schreibweise          |
| ------------------------------------------------------------------------ | ------------------------------- | --------------------------------- |
| Ministerpräsidentin                                                      | Vasiliki Thanou-Christofilou    | Βασιλική Θάνου-Χριστοφίλου        |
| Außenminister                                                            | Petros Molyviatis               | Πέτρος Μολυβιάτης                 |
| Stellvertretender Minister für europäische Angelegenheiten               | Spyridon Flogaitis              | Σπύρος Φλογαΐτης                  |
| Innenminister                                                            | Andonis Manitakis               | Αντώνης Μανιτάκης                 |
| Stellvertretender Minister für Bürgerschutz                              | Andonis Makrydimitris           | Αντώνης Μακρυδημήτρης             |
| Stellvertretender Minister für Migrationsfragen                          | Ioannis Mouzalas                | Ιωάννης Μουζάλας                  |
| Finanzminister                                                           | Giorgos Choulirakis             | Γιώργος Χουλιαράκης               |
| Stellvertretender Finanzminister                                         | Tryfon Alexiadis                | Τρύφων Αλεξιάδης                  |
| Minister für Wirtschaft, Infrastruktur, Handelsschifffahrt und Tourismus | Nikos Christodoulakis           | Νίκος Χριστοδουλάκης              |
| Stellvertretender Minister für Handelsschifffahrt                        | Christos Zois                   | Χρήστος Ζώης                      |
| Stellvertretende Tourismusministerin                                     | Alkistis Attikiouzel            | Αλκηστις Αττικιουζέλ (Πρωτοψάλτη) |
| Verteidigungsminister                                                    | Ioannis Giangos                 | Ιωάννης Γιάγκος                   |
| Ministerin für Kultur, Bildung und Religion                              | Angeliki-Efrosini Kiaou-Dimakou | Αγγελική-Ευφροσύνη Κιάου−Δημάκου  |
| Stellvertretende Kulturministerin                                        | Marina Lambraki-Plaka           | Μαρίνα Λαμπράκη Πλάκα             |
| Minister für Produktiven Wiederaufbau, Umwelt und Energie                | Ioannis Golias                  | Ιωάννης Γκόλιας                   |
| Stellvertretender Umweltminister                                         | Kostandinos Mousouroulis        | Κωνσταντίνος Μουσουρούλης         |
| Stellvertretender Minister für Agrarentwicklung                          | Dimitris Melas                  | Δημήτρης Μελάς                    |
| Justizminister                                                           | Dimitris Papangelopoulos        | Δημήτρης Παπαγγελόπουλος          |
| Arbeitsminister                                                          | Dimitris Moustakas              | Δημήτρης Μουστάκας                |
| Gesundheitsminister                                                      | Athanasios Dimopoulos           | Αθανάσιος Δημόπουλος              |
| Staatsminister gegen Korruption                                          | Panagiotis Nikoloudis           | Παναγιώτης Νικολούδης             |